# Anna Gavalda
Anna Gavalda (* 9. prosince 1970 Boulogne-Billancourt, Hauts-de-Seine) je francouzská spisovatelka.

## Biografie
Když se narodila, jako Anne-Gaëlle Coche, její otec prodával informační systémy bankám a maminka malovala šátky. Se svými rodiči a třemi sourozenci žila na starém opatství v Eure-en-Loire. Když jí bylo 14 let, její rodiče se rozvedli. Po maturitě na katolické internátní škole Saint-Pie X de Saint-Cloud vystudovala moderní literatury na Sorbonně. Než se stala spisovatelkou „na plný úvazek“, vystřídala řadu zaměstnání – od servírky, přes au-pair po učitelku francouzštiny.
Svou literární kariéru začala v 90. letech. Jejím prvním úspěchem byl milostný dopis, s nímž vyhrála soutěž La plus belle lettre d’amour (Nejkrásnější milostný dopis) organizovanou rozhlasovou stanicí France Inter. Její první kniha, Kdyby tak na mě někdo někde čekal (Je voudrais que quelqu’un m’attende quelque part) byla vydána roku 1999 nakladatelstvím La Dilettante. Kniha byla velkým úspěchem: prodalo se celkem 1 885 000 výtisků, získala cenu RTL-Lire; i přesto ji ale několik nakladatelství, které Anna oslovila před La Dilettante, odmítlo vydat.
Podobných úspěchů jako Kdyby tak na mě někdo někde čekal dosáhla i další její díla: A taková to byla láska... (Et je l’aimais) se prodalo 1 259 000 výtisků, Prostě spolu (Ensemble, c’est tout) 2 040 000 výtisků. Úspěchem byl i stejnojmenný film podle románu Prostě spolu (s Guillaumem Canetem a Audrey Tautou v hlavních rolích), který navštívilo 2,4 milionu diváků. Zfilmován byl i román A taková to byla láska...
Vede rubriku časopisu Elle týkající se dětské literatury a je také členkou poroty Mezinárodního festivalu komiksu v Angoulême.
Anna Gavalda je rozvedená, má dvě děti, Louise (* 1995) a Félicité (* 1999).